# Federico Tosi
Federico Tosi est un joueur italien de volley-ball, né le 18 septembre 1991 à Pietrasanta. Il mesure 1,85 m et joue libero.

## Clubs
| Club                        | De        | À         |
| --------------------------- | --------- | --------- |
| Lupi Pallavolo Santa Croce  | 2007-2008 | 2011-2012 |
| Pallavolo Città di Castello | 2012-2013 | …         |

## Palmarès
Néant.